# Escudo de Tasmania
El escudo de armas de Tasmania es su emblema heráldico oficial que representa al estado australiano de Tasmania. Fue concedido por el rey Jorge V mediante Real Cédula el 29 de mayo de 1917, convirtiéndose en uno de los símbolos identitarios más antiguos del estado. Este blasón incorpora elementos que reflejan la historia, economía y biodiversidad única de la isla, siguiendo las tradiciones de la heráldica británica adaptadas al contexto australiano.

## Descripción y simbolismo
El escudo de Tasmania presenta una estructura heráldica clásica, compuesta por:
El escudo propiamente dicho está dividido en cinco cuarteles que representan las principales actividades económicas y recursos naturales de Tasmania:
Gavilla de trigo (cuartel superior izquierdo): Simboliza la agricultura y la producción cerealista.
Caduceo estilizado de espigas de lúpulo sobre fondo azul y blanco ondulado (cuartel superior derecho): Simboliza la fuerza, vigilancia y libertad, y también el paisaje marítimo de Tasmania.
Carnero (centro del escudo, sobre una faja blanca horizontal): Representa la ganadería ovina, históricamente vital para la economía del estado.
Gotas de oro (gouttes d’or) (cuartel inferior izquierdo) sobre un fondo de ondas azul y blanco: Simbolizan prosperidad, riqueza natural y la abundancia de recursos hídricos o productos agrícolas. 
Manzanas (cuartel inferior derecho): Aluden al sobrenombre de Tasmania como "Isla de la Manzana" por su producción frutícola.
El diseño sigue la tradición heráldica británica, con colores vivos (oro, azur y gules) y figuras estilizadas.
Sobre el escudo se sitúa la cimera: consistente en un león pasante, que también aparece en el escudo nacional de Australia. El león apoya una de sus patas sobre una pala y un pico, herramientas que simbolizan la minería, sector clave en el desarrollo histórico de Tasmania.
Los soportes (tenantes)
Flanqueando el escudo se encuentran dos tilacinos (Thylacinus cynocephalus), conocidos comúnmente como tigres de Tasmania. Estos marsupiales carnívoros, hoy extintos, eran endémicos de la isla y se han convertido en un símbolo de su patrimonio natural único. Su inclusión en el escudo data de una época en que aún existían ejemplares vivos (el último tilacino en cautiverio murió en 1936 y se llamaba Benjamín).
El lema. En la parte inferior, una cinta despliega el lema en latín: "UBERTAS ET FIDELITAS" ("Fertilidad y Fidelidad")
Este lema hace referencia a: Ubertas: La riqueza agrícola y mineral de Tasmania. Y Fidelitas: La lealtad histórica a la Corona británica y, posteriormente, a la Commonwealth.
Cruz Paté o Cruz Potenzada Estrellada: Por su posición y diseño, es simplemente un ornamento gráfico heráldico, sin función simbólica profunda, pero con ecos visuales a símbolos de nobleza, valentía y unidad.

## Uso y evolución del escudo
Contexto histórico: El escudo fue diseñado durante la Primera Guerra Mundial, cuando Tasmania aún era una colonia británica. Su concesión formalizó la identidad heráldica del estado, que hasta entonces utilizaba sellos coloniales genéricos.
Aplicaciones modernas: Aunque el escudo sigue siendo el emblema oficial, el gobierno de Tasmania ha adoptado un logotipo simplificado para uso institucional (desde 2016), que muestra un tilacino estilizado entre hierbas altas. No obstante, el escudo tradicional sigue apareciendo en: Documentos gubernamentales (leyes, decretos). Edificios públicos (Parlamento de Tasmania, tribunales). Condecoraciones y medallas oficiales. Aunque el escudo sigue siendo el emblema oficial, el gobierno de Tasmania ha adoptado un logotipo simplificado para uso institucional (desde 2016), que muestra un tilacino estilizado entre hierbas altas. 
Comparación con otros escudos australianos
A diferencia de los blasones de otros estados (como el de Nueva Gales del Sur, con su león y cruz de San Jorge), el escudo de Tasmania destaca por: Su enfoque en recursos naturales (no en símbolos coloniales). La inclusión de una especie extinta como soporte heráldico (único en Australia).